# Copa Ciudad Viña del Mar 1980
La Copa Ciudad Viña del Mar 1980 corresponde a la 3.ª edición del torneo amistoso de fútbol internacional, realizado en la ciudad de Viña del Mar. 
Se disputó en febrero de 1980, organizado como cuadrangular por el club viñamarino Everton, contó con la participación de Colo-Colo y los argentinos Huracán y Platense.  El conjunto de Colo-Colo se tituló campeón del torneo.  
Se jugó en el Estadio Sausalito de Viña del Mar.

## Datos de los equipos participantes
| Equipo    | Calidad |
| --------- | --- |
| Everton   | Anfitrión y decimocuarto lugar la Serie Primera División de Chile 1979                                                           |
| Colo-Colo | Invitado y campeón de la Primera División de Chile 1979                                                                          |
| Huracán   | Invitado y octavo lugar Grupo A del Metropolitano Primera División de Argentina 1979                                             |
| Platense  | Invitado y décimo en el Grupo A del Metropolitano y ganador de la Liguilla del Descenso de la Primera División de Argentina 1979 |

### Modalidad
El torneo se jugó dos fechas, bajo el sistema de eliminación directa, así el tercer y cuarto lugar lo definen los equipos que resultaron perdedores en la primera fecha y la final enfrenta a los dos equipos ganadores de la primera fecha, resultando campeón aquel equipo que ganó sus dos partidos.

## Partidos

### Semifinales
| 1 de febrero de 1980 | Everton | 0:1 | Platense | Estadio Sausalito, Viña del Mar |  |

| 1 de febrero de 1980 | Colo-Colo                             | 2:1 | Huracán | Estadio Sausalito, Viña del Mar |  |
|                      | Juan Carlos Orellana · Carlos Caszely |     | Anotado |                                 |  |

### Tercer lugar
| 3 de febrero de 1980 | Everton            | 1:2 | Huracán | Estadio Sausalito, Viña del Mar |  |
|                      | Guillermo Martínez |     |         |                                 |  |

### Final
| 3 de febrero de 1980 | Colo-Colo                                 | 4:0 | Platense | Estadio Sausalito, Viña del Mar |  |
|                      | Juan Carlos Orellana , · Carlos Caszely , |     |          |                                 |  |

## Campeón
| Chile     |
| Colo-Colo |